# Flottarkärlek

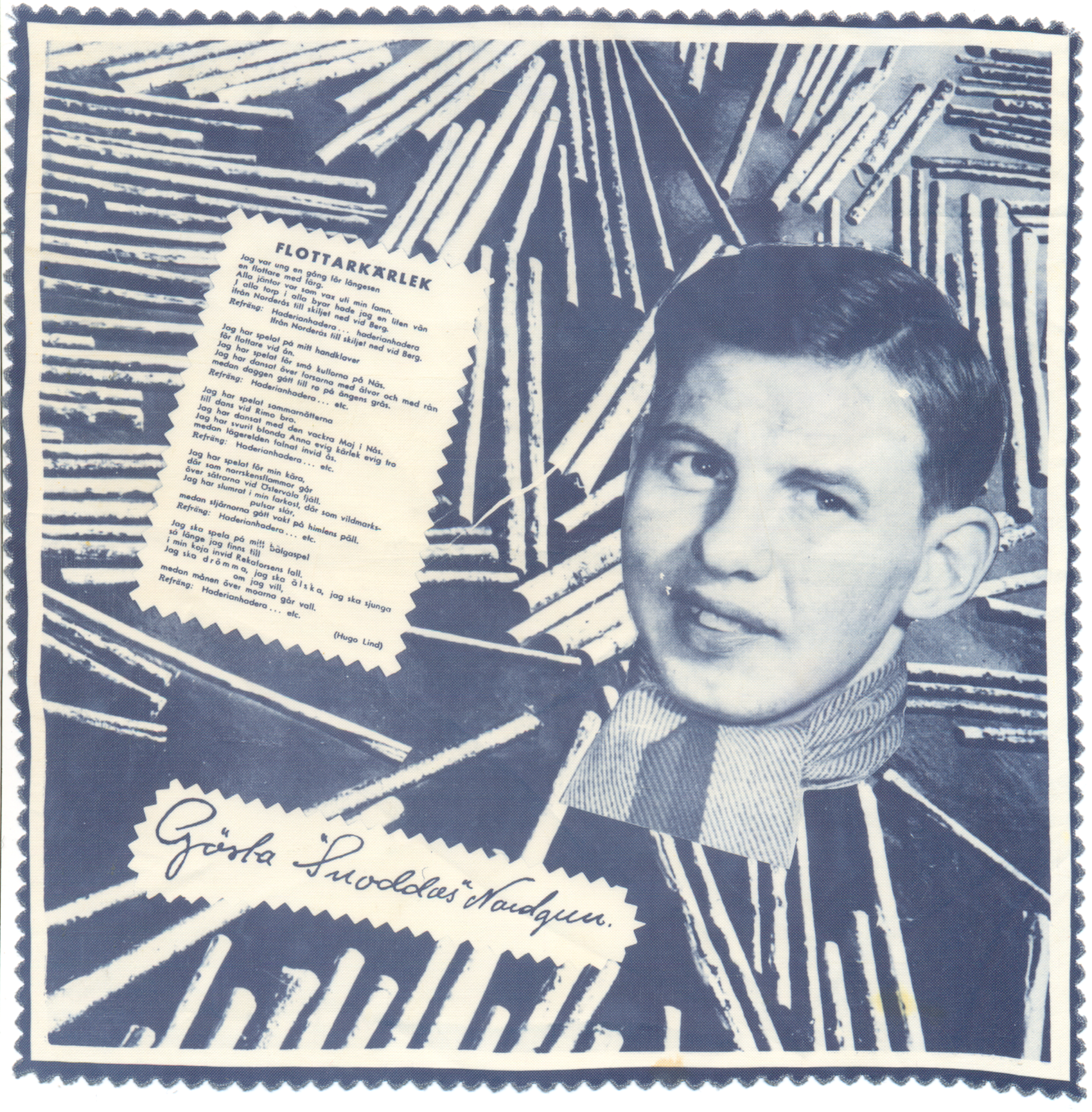
En kopia av en sidenduk som såldes vid ett av Snoddas framträdanden i mitten av 1950-talet, med texten till Flottarkärlek.

Flottarkärlek var en låt, skriven av Hugo Lindh, som Gösta "Snoddas" Nordgren lördagen den 26 januari 1952 sjöng i radioprogrammet Karusellen och som blev en landsplåga i Sverige. Den kallas även "Haderian hadera" eftersom dessa ord finns med i en strof som repeteras. Men då Nordgren sjöng i direktsändning den 26 januari 1952 sjöng han bara tre verser, utan den kända strofen. Den togs dock med då sången sjöngs in på grammofonskiva; två dagar senare.
Melodin sjöngs först in på skiva 1948 av Harry Brandelius, Sölve Strand och Walle Söderlund men blev då ingen succé.
Den finska musikkomedifilmen On lautalla pienoinen kahvila som hade premiär 30 maj 1952 fick den svenska titeln Flottarkärlek. Den svenska filmen Flottare med färg, där Nordgren medverkade, hade premiär 26 december 1952.
Povel Ramel gjorde en parodi på sången, "Snodderian, snoddera", där Nordgren (enligt Ramel själv) "Haderiade och Hadiröjde i var och var annan buske". Denna gavs ut på 78-varvare i april 1952, men drogs snabbt tillbaka. Den lät lite väl elak tyckte Ramel själv.
Monotones orkester från Eskilstuna under ledning av Åke Lindmark spelade in "Flottarkärlek" 1975 på sin LP, Sköna Låtar.
Rolf Wikström har även gjort en senare cover på "Flottarkärlek", med titeln "Haderian hadera", på cd:n Allting förändras från 2001.

### Fotnoter
1. ↑  ”Flottarkärlek (1952)”. Svensk mediedatabas. https://smdb.kb.se/catalog/id/000079992. Läst 19 november 2024.
2. ↑  ”Flottarkärlek (1948)”. Svensk mediedatabas. https://smdb.kb.se/catalog/id/000096613. Läst 16 maj 2011.
3. ↑  ”Snodderian, snoddera (1952)”. Svensk mediedatabas. https://smdb.kb.se/catalog/id/000094932. Läst 19 november 2024.
4. ↑  ”Sångfakta”. Povel Ramel-sällskapet. https://www.povelramelsallskapet.se/index.php?action=m2&id=1&tema1=Musiken&tema2=S%E5ngfakta#S. Läst 19 november 2024.
5. ↑  ”Haderian hadera (2001)”. Svensk mediedatabas. https://smdb.kb.se/catalog/id/002108986. Läst 19 november 2024.